# Клевцов Сергій Трохимович
Клевцов Сергій Трохимович (нар. 19 березня 1905, с. Польове  — пом. 14 грудня 1943) — радянський військовий, Герой Радянського Союзу (1943).

## Життєпис
Учасник 2-ї світової війни. В армії і на фронті від 1943. Відзначився під час форсування Десни, Дніпра та Прип'яті, у боях за села Паришів Чорнобильського району Київської області і Гдень Гомельської області (Білорусь). Загинув у бою.